# آن زينك
آن زينك (بالفرنسية: Anne Zink)‏ هي أستاذة جامعة ‏ ومؤرخة فرنسية، ولدت في القرن العشرين.